# Соколова, Ирина Викторовна
Ирина Викторовна Соколова (род. 1 июня 1961 года) — российская пианистка, заслуженный работник культуры Российской Федерации, солистка Белгородской государственной филармонии.

## Биография
В 1986 году окончила РАМ им. Гнесиных. После окончания вуза переехала в Белгород по распределению. В 2009 году пианистка вошла в творческий состав Белгородской государственной филармонии и продолжала свою деятельность как артистка симфонического оркестра, концертмейстер и солистка.
Ирина Соколова — единственная пианистка в области, проводящая сольные концерты (произведения Ф. Шопена, сонаты В. Моцарта и Л. Бетховена, сочинения Ф. Листа, П. Чайковского, С.Рахманинова). В 48-м концертном сезоне Белгородской филармонии был открыт абонемент Соколовой под названием «Роман с роялем».

## Награды
В 1996 году за создание высокохудожественных концертных программ, сохранение и развитие традиций русской исполнительской школы, широкую пропаганду музыкальной культуры Ирина Соколова стала обладателем премии «Молодость Белгородчины», в 2000 году ей присвоено звание Почётный член Всероссийского музыкального общества.
В 2001 году пианистку наградили Знаком «За достижения в культуре», в 2002 году она стала стипендиатом Государственной стипендии Министерства культуры Российской Федерации, в 2005 году — обладателем гранта фонда «Русское исполнительское искусство».
В 2006 году Ирине Соколовой присвоено почетное звание «Заслуженный работник культуры Российской Федерации».